# コレーズ
コレーズ （Corrèze、オック語:Corresa）は、フランス、ヌーヴェル＝アキテーヌ地域圏、コレーズ県のコミューン。

## 地理
中央高地の中、ミルヴァシュ高原の南にある。ミルヴァシュ地域圏自然公園と境界を接している。チュールから北東20kmの距離である。町は標高約470mのところ、コレーズ川谷の右側斜面にある。コレーズ川の他にメノード川が流れている。

## 由来
コミューンを流れるコレーズ川に由来する。川を渡ることは、サンティアゴ・デ・コンポステーラの巡礼路を行く巡礼者の重要な道標であった。

## 歴史

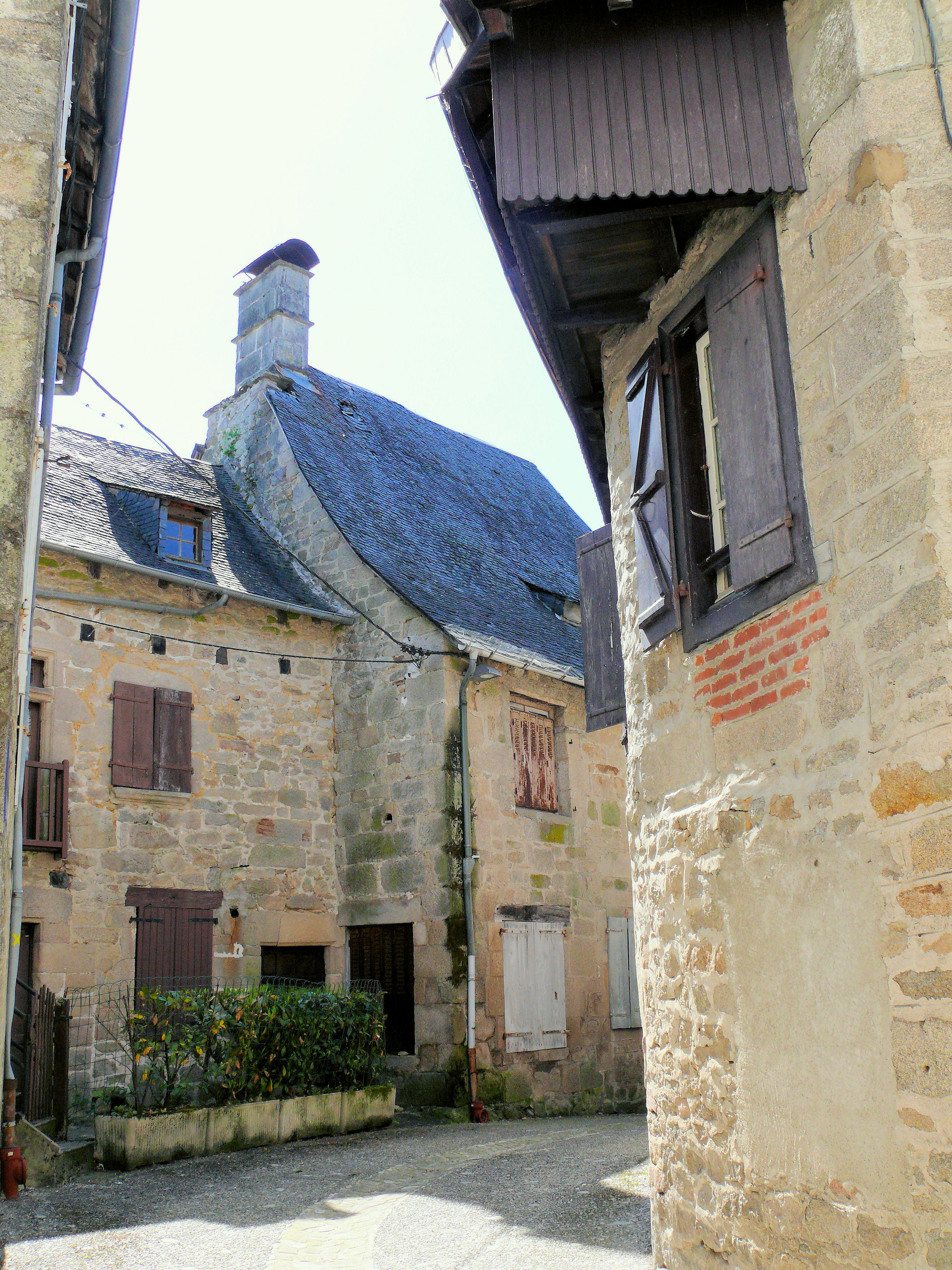
町並み

最初にコレーズの記述があったのは9世紀、それはまだ川を見下ろす教会が建てられる前である。しかし町の起源は古いと思われる。町では古代ローマ街道の交差路や、ガロ＝ローマ時代の遺構すら見つかっている。
サンティアゴ・デ・コンポステーラの巡礼路の宿場になると、教会の周りに町がつくられていった。1293年、ヴァンタドゥール子爵エブル7世はブサックとコレーズに城主支配権区（châtellenie）をつくった。百年戦争中の1350年、町はイングランド軍に包囲され焼かれた。15世紀にさらに防衛の強固な町に再建された。その後、町はユグノー戦争から逃れることができず、1595年、カトリック派が大砲をつくるために教会の鐘を徴収している。自由都市の地位を得てから、16世紀から17世紀にかけて町は繁栄の時代を迎えた。特権を持っていること、コンシュル（領事）の権利、友愛会、織工のギルドのあるコレーズは、低リムーザンの最大の町の1つであり、多くの旅人をひきつけた。17世紀終わりには約200世帯、約1400人がコレーズにいた。40世帯は城壁の中で暮らす有力者とその従者たち、40世帯は城外で大半が職人、そして周辺の農村地帯には労働者と日雇いが120世帯暮らしていた。
19世紀終わりまで、町は成長し続けた。教会は火薬工場に変えられ、ペニタン・ブラン礼拝堂は会議場にされたが、フランス革命はコレーズに激変をもたらさなかった。しかし、第一次世界大戦は町に非常に厳しい試練を課した。103人の戦死者の名が記念碑に刻まれている。以後、コレーズは農村部の人口流出に直面し、かつての人口を取り戻せなかった。

## 経済
経済の中心は農業、農耕か家畜の飼育である。並行して製造業、それも木材加工業のいくつかの大きな企業がある。

## 人口統計
| 1962年 | 1968年 | 1975年 | 1982年 | 1990年 | 1999年 | 2006年 | 2011年 |
| ------ | ------ | ------ | ------ | ------ | ------ | ------ | ------ |
| 1602   | 1576   | 1528   | 1340   | 1145   | 1152   | 1175   | 1154   |

参照元:1999年までEHESS、2004年以降INSEE

## 史跡
- マルゴ門 - マルゴとは王妃マルグリット・ド・ヴァロワを指す。かつて町を取り巻いていた城壁の一部で、1927年より歴史記念物[5]。
- サン・マルシアル教会 - 起源はカロリング朝時代。以後再建と拡張が繰り返された。1972年に歴史記念物登録[6]。
- ペニタン・ブラン礼拝堂 - 1988年に歴史記念物登録[7]。

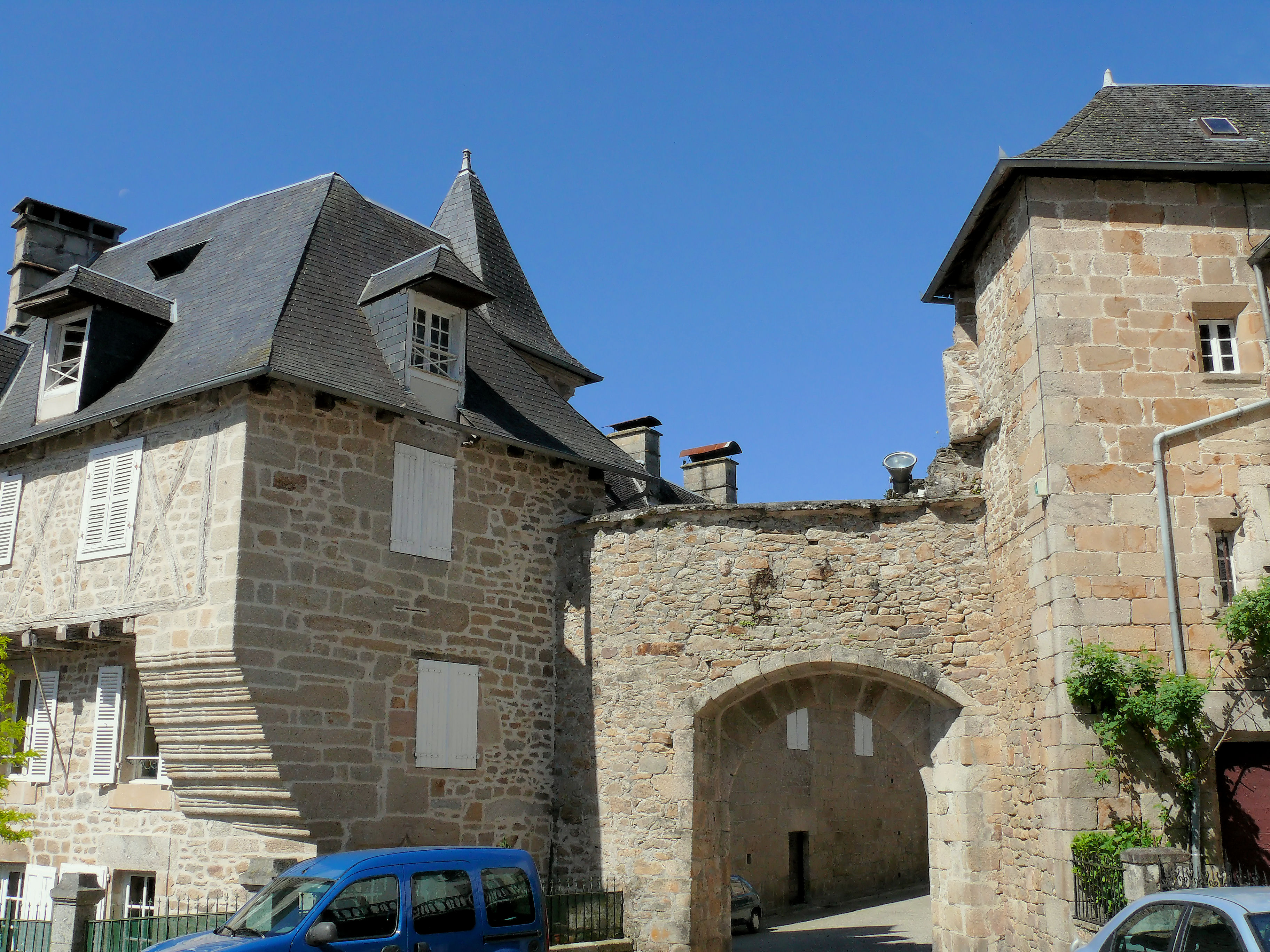
マルゴ門
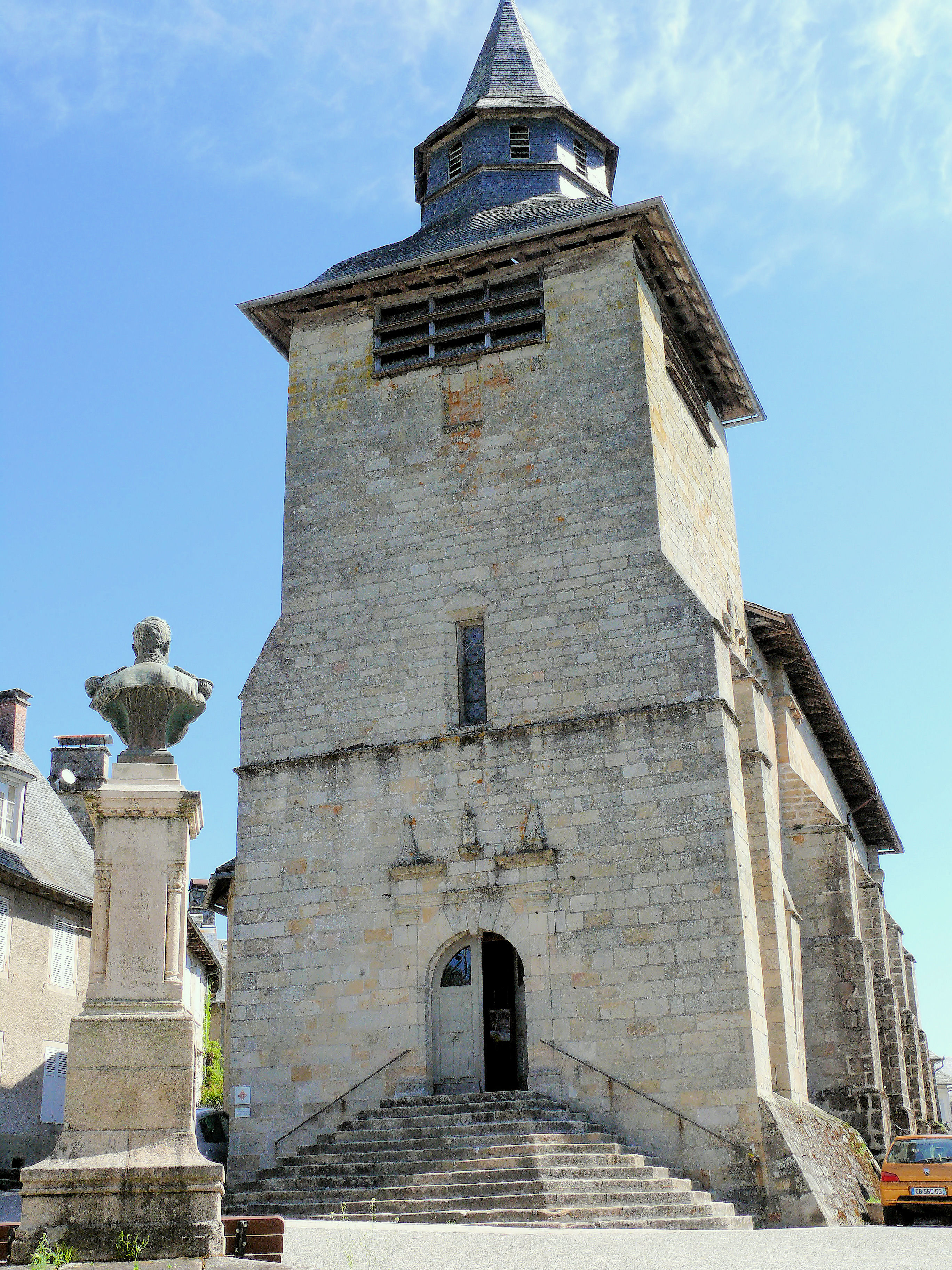
サン・マルシアル教会
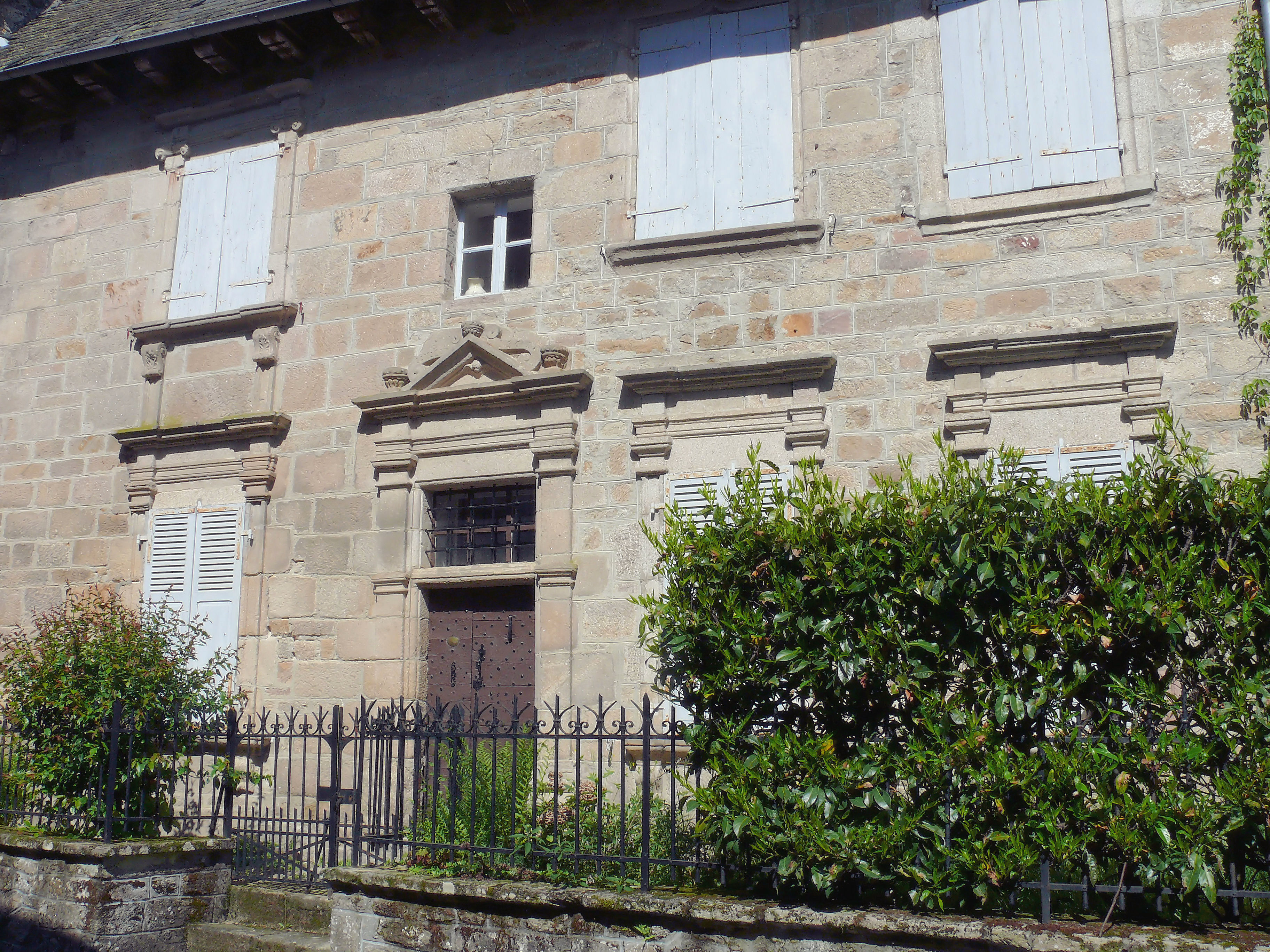
旧薬局
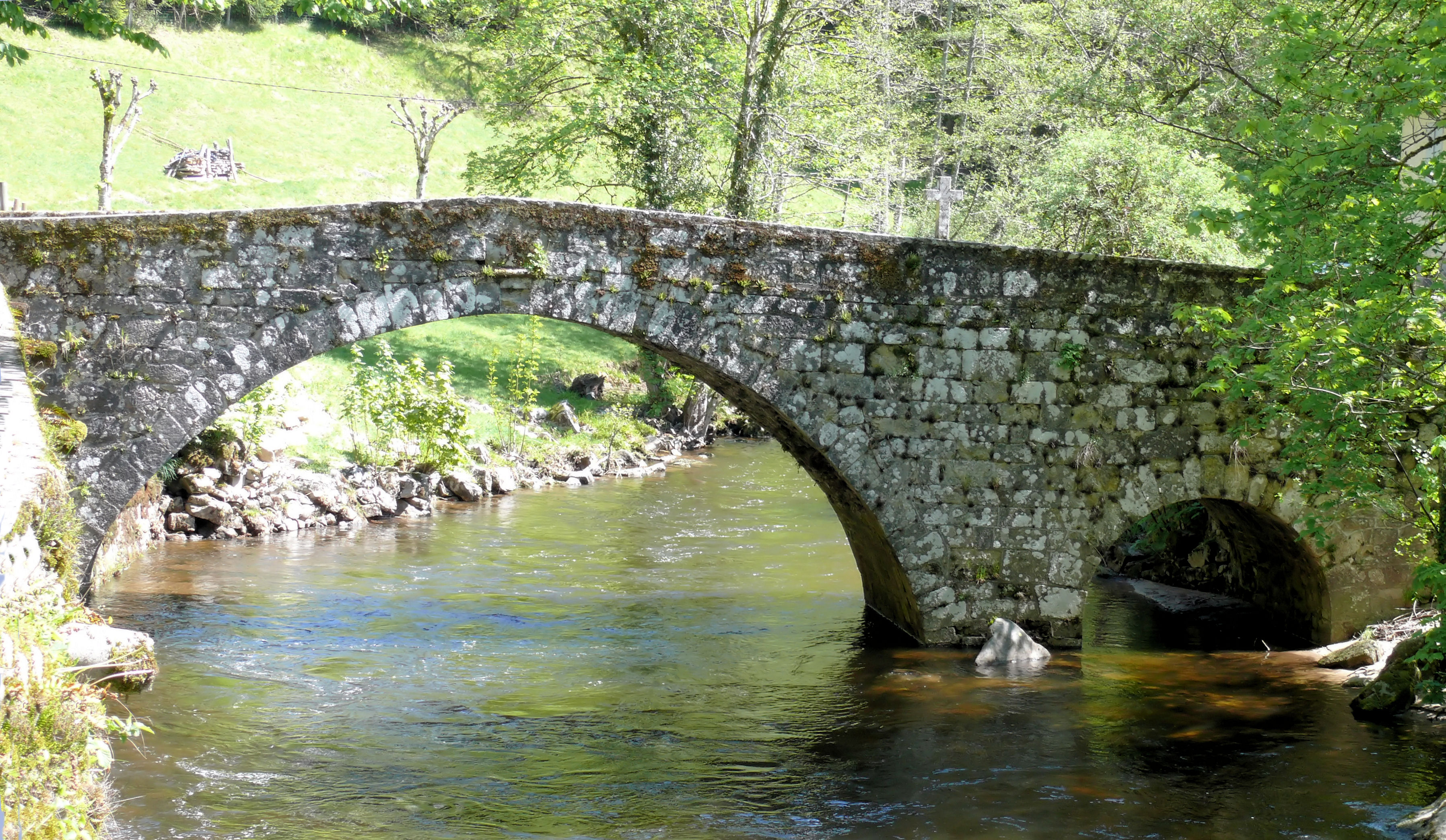
ラ・シャペル・ノートルダム橋
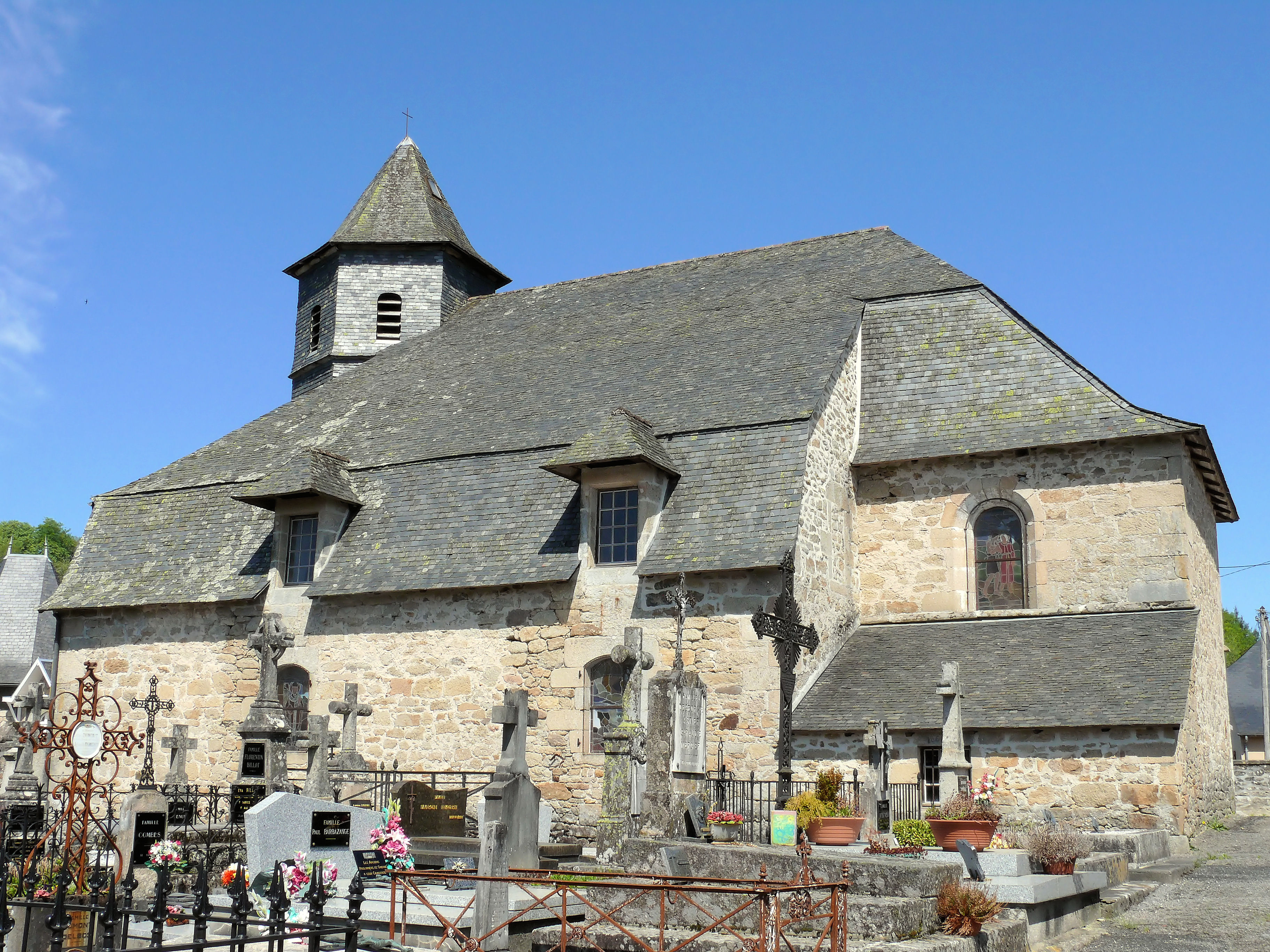
ペニタン・ブラン礼拝堂

## ゆかりの人物
- バティスト・トラモン（fr） - 軍人
- ベルナデット・シラク（fr） - 政治家。1979年よりコレーズ小郡議長。ジャック・シラク元大統領の夫人。